# Double Bang (livre)
Pour les articles homonymes, voir Double Bang.
 (novembre 2023).
Si vous disposez d'ouvrages ou d'articles de référence ou si vous connaissez des sites web de qualité traitant du thème abordé ici, merci de compléter l'article en donnant les références utiles à sa vérifiabilité et en les liant à la section « Notes et références ».
Double Bang est un recueil de mémoires du pilote d'essai français Kostia Rozanoff, publié en 1955 aux éditions Amiot-Dumont. L'ouvrage comporte une postface de la main de Marcel Jullian en complément au manuscrit inachevé de l'auteur, tué en avril 1954 lors d'un essai en vol.
Dans cet ouvrage, Rozanoff relate ses expériences de pilote dans l'Armée de l'air avant et pendant la Seconde Guerre mondiale, puis sa carrière de pilote d'essai chez Dassault après 1946. Il raconte ainsi par le détail la mise au point des Dassault Ouragan, Mystère II et Mystère IV, aux commandes duquel il trouvera la mort.
Ce livre est également paru sous le titre Pilote d'essai dans la collection pour adolescents Bibliothèque verte.